# Amegilla
Amegilla é um grande gênero de abelhas da tribo Anthophorini . Várias espécies têm faixas metálicas azuis no abdômen e são chamadas de " abelhas com faixas azuis ". O gênero ocorre em todo o mundo, mas muito poucos vivem acima de 45 ° norte.

## Espécies selecionadas
- Amegilla bombiformis ( Smith, 1854)
- Amegilla calens ( Lepeletier, 1841)
- Canifrons de Amegilla (Smith, 1854)
- Amegilla confusa (Smith, 1854)
- Amegilla dawsoni (Pagamento, 1951)
- Amegilla quadrifasciata ( Villers, 1789)
- Amegilla violacea (Lepeletier, 1841)
- Amegilla mucorea ( Klug, 1845)
- Amegilla fallax (Smith, 1879)
- Amegilla subcoerulea (Lepeletier, 1841)
- Amegilla cingulata ( Fabricius, 1775)
- Amegilla cingulifera ( Cockerell, 1910)
- Amegilla comberi (Cockerell, 1911)
- Amegilla niveocincta (Smith, 1854)
- Amegilla perasserta ( Pagamento , 1947)
- Amegilla puttalama ( Strand, 1913)
- Amegilla subinsularis (Strand) Cockerell, 1919
- Amegilla zonata ( Linnaeus, 1758)